# Джейн Еліт
Джейн Еліт — австралійська вчена-еколог, фахівець в галузі прикладної і статистичної екології, професор в Школі ботаніки Мельбурнського університету.

## Життєпис
1977 року закінчила Школу сільського та лісового господарства Мельбурнського університету. Джейн Еліт спеціалізується на екологічних моделях, які зосереджені на просторовому аналізі та прогнозуванні середовища проживання видів рослин і тварин. Після закінчення навчання три роки була науковим помічником і вихователем, а потім 12 років займалася вихованням своїх дітей. 1992 року Джейн повернулася до Мельбурнського університету, а згодом отримала ступінь доктора філософії за сумісництвом (англ. part-time PhD) у Школі ботаніки. 2002 року здобула ступінь доктора філософії з темою «Прогнозування поширення рослин». Відтоді була науковою співробітницею Школи ботаніки. Наразі вона є стипендіаткою Австралійської дослідницької ради і працює в Центрі передового досвіду з аналізу ризиків біозахисту при Університеті Мельбурна.
Еліт відома насамперед своєю роботою над статистичними моделями та даними, і здебільшого зосереджена на моделях розподілу видів. Цікавиться методами моделювання розподілу видів, тисм, як вони працюють, як покращити їх для поширених типів даних і застосунків, і як боротися з їх невизначеністю. Вона особливо зацікавлена в тому, щоб зрозуміти, як працюють моделі, і знайти технічні рішення для покращення їх продуктивності. Також цікавиться і сприяє їх практичному використанню.
Декан наук Мельбурнського університету, професор Карен Дей, сказала, що доктор Еліт прокладає шлях для жінок у галузі науки, технологій, інженерії та математики (STEM).
2016 року за дослідження в галузі біології Джейн Еліт отримала медаль Феннера Австралійської академії наук. 2020 року їй випала честь стати міжнародною членом Національної академії наук США.

## Дослідження
Зараз Еліт працює над трьома основними темами.
- Покращення методів прогнозування розподілу видів зі зміною навколишнього середовища, включаючи динаміку ареалу та глобальні предиктори для цих моделей.
- Надійні стратегії прогнозування та прийняття рішень для управління ризиками вимирання в умовах зміни клімату, включаючи інтеграцію динамічних моделей розподілу видів з аналізом життєздатності популяції[en] для дослідження впливу зміни клімату на збереження видів.
- Надійні стратегії відновлення водного та прибережного біорізноманіття, зокрема, методи кількісної оцінки зв'язків між річковим біорізноманіттям та відновлювальними діями, а також оцінки стратегій відновлення.

«Люди зосереджують свої спостереження на певних місцях», — сказала вона. «Поблизу міста, поблизу доріг чи в улюблених місцях».
Однак прогалини необхідно заповнити. Тому доктор Еліт використовує доступні дані для створення статистичних моделей на основі закономірностей і відомих зв'язків, прихованих у цих даних. Вона також враховує слабкі місця в даних і працює над пошуком надійніших моделей.

## Відзнаки та професійний внесок
Еліт є одним із найбільш цитованих екологів у Австралії та за її межами. 2012 року її Thomson Reuters назвала її високоцитованою дослідницею і віднесла до 1 % найкращих дослідників світу. 30 травня 2012 року вона презентувала свою роботу Національному прес-клубу (Австралія). Лише двох людей з Мельбурнського університету відзначено цією нагородою. 2015 року її названо 11-м найбільш цитованим автором у галузі навколишнього середовища та екології.
2014 року Еліт також названо в категорії «Навколишнє середовище/Екологія» рейтингу Thomson Reuters Highly Cited Researchers, який присуджується дослідникам за винятковий вплив, увійшовши до 1 % найцитованіших дослідників у своїй галузі.
2015 року Еліт нагороджено премією Френка Феннера як науковця року (за програмою Премії прем'єр-міністра в галузі науки), а 2016 року — Австралійською нагородою за екологічні дослідження. 2017 року її обрано членом Австралійської академії наук.
Її статтю 2006 року про нові методи покращення прогнозування розподілу видів на основі даних про спостереження до середини 2014 року процитовано близько 3000 разів (цитати Google Scholar, 31 липня 2014). Також часто цитують її роботи про дерева прискореної регресії, огляд методів просторового передбачення та роботу з моделювання максимальної ентропії.
Еліт була/є тематичною редакторкою журналів Ecology (2009–), Diversity and Distributions (2013–), Biological Invasions (2011—2014) та Ecography (2007—2010). Вона консультувала Комісію басейну Муррею-Дарлінга, Австралійську систему біозахисту для первинного виробництва та довкілля, Департамент довкілля, води, спадщини та мистецтв, а також Атлас живої Австралії. Еліт виграла численні дослідницькі гранти і регулярно викладає спеціальні курси з просторового моделювання.

## Вибрані публікації
- Elith, J., Graham, C.H., Anderson, R.P., Dudík, M., Ferrier, S., Guisan, A., Hijmans, R.J., Huettmann, F., Leathwick, J.R., Lehmann, A., Li, J., Lohmann, L.G., Loiselle, B.A., Manion, G., Moritz, C., Nakamura, M., Nakazawa, Y., Overton, J.M., Peterson, A.T., Phillips, S.J., Richardson, K.S., Scachetti-Pereira, R., Schapire, R.E., Soberón, J., Williams, S., Wisz, M.S. & Zimmermann, N.E. (2006) Novel methods improve prediction of species' distributions from occurrence data. Ecography, 29, 129—151.
- Elith, J., Leathwick, J.R. & Hastie, T. (2008) A working guide to boosted regression trees. Journal of Animal Ecology, 77, 802—813.
- Elith, J. & Leathwick, J.R. (2009) Species distribution models: ecological explanation and prediction across space and time. Annual Review of Ecology, Evolution and Systematics, 40, 677—697.
- Elith, J., Phillips, S.J., Hastie, T., Dudík, M., Chee, Y.E. & Yates, C.J. (2011) A statistical explanation of MaxEnt for ecologists. Diversity and Distributions, 17, 43-57.